# ㅁ
ㅁ (reviderad romanisering: mieum, hangul: 미음) är den femte bokstaven i det koreanska alfabetet. Den är en av fjorton grundkonsonanter.